# لارنس تری
لارنس تری (انگلیسی: Lawrence Terry؛ زادهٔ april ۱۲, ۱۹۴۶ (۷۸ سال)) ورزشکار روئینگ اهل ایالات متحده آمریکا است.
وی در مسابقات کشوری و بین‌المللی در مجموع برندهٔ ۱ مدال نقره شده‌است.